# Ratas, ratones, rateros
Ratas, ratones, rateros (también conocida como Ratas, ratones y rateros) es una película ecuatoriana dirigida por Sebastián Cordero y estrenada en 1999. Cuenta con la distinción de ser una de las películas más emblemáticas del cine ecuatoriano, además de ser la más vista, acaparando más de 135 000 espectadores durante los seis meses que estuvo en las carteleras de cine del país.

## Sinopsis
Ángel es un exconvicto que intenta saldar una deuda antes de que un grupo de maleantes tome acciones en su contra. Pronto involucra a su primo Salvador y la vida de ambos desciende rápidamente por una espiral de crimen y violencia.

## Producción
El filme fue realizado con un presupuesto de aproximadamente $250 000 USD y grabado en las ciudades de Guayaquil y Quito, bajo la producción de la cineasta Isabel Dávalos. Tuvo su estreno el 7 de septiembre de 1999 en el Festival Internacional de Cine de Venecia, luego de que el Festival de Cannes no la aceptara.
Cordero publicó un libro titulado Ratas, ratones, rateros en septiembre de 2010 en que recogió el guion original y detalles de la producción del filme.

## Reparto
- Carlos Valencia, como Ángel.
- Marco Bustos, como Salvador.
- Liliana Ruiz, como Lia.
- Fernando Rodríguez, como Johnny.
- Antonio Ordoñez, como Papá de Salvador.
- Lupe Machado, como Abuela.
- Cristina Dávila, como Mayra.
- Fabricio Lalama, como Marlon.
- Simón Brauer como J. C.
- Irina López como Carolina.
- César Santacruz, como Guardia.
- Alfredo Martinez, como Flaco.
- Renso Nájera, como Cliente.

## Reconocimientos
- Mención Honorífica para el director en el Festival de Cine de Bogotá (2000)[5]
- Nominada como Mejor Película en el Festival de Cine de Bogotá (2000)[5]
- Premio a Mejor Edición en el Festival de Cine de La Habana (1999)[5]
- Nominada a los Ariel Awards (2001)[5]
- Nominada a los Premios ALMA (2002)[5]
- Nominada como mejor película extranjera de habla hispana en los Premios Goya (2001)[6]